# Regime dei minimi
Il regime dei minimi è stato un particolare regime fiscale italiano in vigore dal 1º gennaio 2008 e abrogato a fine 2015, con l'obiettivo di un abbattimento dei costi amministrativi e di un'imposta sostitutiva ridotta per i lavoratore autonomi in presenza di particolari requisiti.
Dal 2016 è stato sostituito dal regime forfettario.

## Storia
Tale regime è stato introdotto con la legge n.244 del 24.12.2007, art. 1 commi 96-117.
Dall'anno d'imposta 2012, l'imposta sostitutiva risulta ridotta al 5%, come statuito nella Circolare 17/E 2012 Agenzia delle Entrate.

## Descrizione

### Requisiti soggettivi
Possono accedere, in quanto regime naturale, i contribuenti sia imprese individuali sia professionisti che:
- presumono di avere un volume di ricavi entro il limite dei trentamila euro annui;
- non hanno effettuato cessioni all'esportazione;
- non hanno dipendenti o collaboratori;
- non hanno erogato utili ad associati in partecipazione con apporto di solo lavoro;
- non hanno acquistato nel triennio precedente beni strumentali per un importo superiore a quindicimila euro.

### Esclusioni
Sono esclusi:
- i non residenti;
- chi operi in attività a regime speciale Iva quali editoria, agricoltura, agenzie di viaggi o simili;
- coloro che partecipano in società di persone, associazioni tra professionisti, o società a responsabilità limitata in regime di trasparenza fiscale;
- chi effettua attività di cessione di immobili ovvero mezzi di trasporto nuovi.

### Beni strumentali
al fine del calcolo del tetto di quindicimila euro si considerano:
- i beni utilizzati sia per l'attività che ad uso personale si considerano in misura pari alla metà del relativo corrispettivo;
- i canoni di locazione o noleggio;
- non rilevano i beni in comodato d'uso.

### Semplificazioni
Il regime prevede l'esonero da:
- registrazione fatture emesse e d'acquisto;
- dichiarazione e comunicazione annuale Iva;
- compilazione elenco clienti e fornitori black list;
- obblighi di liquidazione e versamento Iva.

### Obblighi
Restano gli obblighi relativi a: 
- numerazione progressiva per anno d'imposta e conservazione documenti;
- presentazione elenchi Intrastat;
- per i professionisti è necessaria la titolarità di un conto corrente bancario da utilizzare per incassi e pagamenti.

## Termine
Il regime termina:
- quando vengano meno i requisiti soggettivi ed oggettivi richiesti:
- in seguito ad accertamento divenuto definitivo:
- nell'anno stesso di superamento della soglia dei trentamila euro di ricavi per oltre il 50% del valore stesso (quarantacinquemila euro).